# Интонационная конструкция
Интонацио́нная констру́кция (ИК), интоне́ма, фоне́ма то́на — совокупность интонационных признаков, достаточных для дифференциации значений высказываний и передачи таких параметров высказывания, как коммуникативный тип, смысловая важность составляющих его синтагм, актуальное членение. Являясь разновидностью языкового знака (а именно супрасегментной единицей), имеет план выражения и план содержания. Дифференциальными признаками для различения интонационных конструкций являются направление тона на гласном центре и соотношение уровней тона составных частей ИК, а также длительность гласного центра, усиление словесного ударения на нём и наличие — отсутствие смычки голосовых связок в конце произнесения гласного в центре ИК, воспринимаемой как резкий перерыв звучания.
Интонационная конструкция реализуется на речевом отрезке, в качестве которого может выступать простое или сложное предложение, главная или придаточная часть сложного предложения, словосочетание, отдельная словоформа самостоятельного слова или служебное слово:98.
Практически интонационные конструкции представляют собой типы, к которым сводится всё многообразие мелодических рисунков высказываний.

## Центр ИК
Во всякой ИК выделяется центр — слог, на котором начинаются изменения компонентов интонации, значимые для выражения таких значений, как вопрос, утверждение, волеизъявление. Передвижение интонационного центра, также описываемое как сдвиг логического ударения, выражает смысловые различия внутри предложения, ср. рус. Вы бы́ли в кино? — Вы́ были в кино? — Вы были в кино́? Где́?.

## ИК в русском языке
В работах Е. А. Брызгуновой выделены семь типов ИК в русском языке:
- ИК-1: нисходящий тон на гласном центра; используется при выражении завершённости повествовательного предложения;
- ИК-2: нисходящий тон в сочетании с некоторым усилением словесного ударения на гласном центра; реализуется в вопросах с вопросительными словами;
- ИК-3: восходящий тон с последующим падением; типична для вопросов без вопросительных слов ( Вы были в театре?);
- ИК-4: нисходяще-восходящий тон; используется в сопоставительных вопросах (Я иду. А Вы?);
- ИК-5: сочетание восходящего, ровного и нисходящего тонов (имеется два центра: на гласном первого центра тон повышается, на гласном второго центра — понижается); используется для выражения и усиления оценки в предложениях с местоименными словами (Какой сегодня день!)
- ИК-6: сочетание восходящего и ровного тонов; сфера использования данной конструкции включает как оценочные восклицания (Какой вечер тёплый!), так и выражение недоумения (Какие у них обычаи?);
- ИК-7: сочетание восходящего тона со смычкой голосовых связок в конце артикуляции гласного центра, что отличает ИК-7 от ИК-3; данная конструкция служит выражению экспрессивной оценки (Какой он отличник! 'Он не отличник').